# Список міністрів закордонних справ Мікронезії
Міністр закордонних справ Мікронезії (англ. Foreign Minister of the Federated States of Micronesia) — міністр в уряді Федеративних Штатів Мікронезії.

## Список міністрів закордонних справ
1. Андон Амараїх (Andon Amaraich) (1979—1992)[2]
2. Ресіо Мозеш (Resio S.Moses) (1992—1996)
3. Астеріо Такеси (Asterio R.Takesy) (1996—1997)
4. Епель Ілон (Epel K.Ilon) (1997—2000)[3]
5. Іеске Іесі (Ieske K.Iehsi) (2000—2003)
6. Девід Пануело (David W.Panuelo) (2003)
7. Себастьян Анефал (Sebastian Anefal) (2003—2007)[4]
8. Лорін Роберт (Lorin S. Robert) (2007-)[5]